# Gerald Kargl
Gerald Kargl (* 1953 in Villach, Kärnten) ist ein österreichischer Filmregisseur.

## Leben und Wirken
Kargl begann schon im Alter von 14 Jahren mit Filmkameras zu experimentieren. Er produzierte bald zahlreiche Kurzfilme, von 1976 bis 1982 veranstaltete er gemeinsam mit Horst Dieter Sihler die Österreichischen Filmtage. Nach dem kurzen Dokumentarfilm Skiszenen mit Franz Klammer, den er 1980 gemeinsam mit den beiden polnischen Regisseuren Zbigniew Rybczyński und Bogdan Dziworski gestaltet hatte, wurde 1983 der Psychothriller Angst veröffentlicht.
Angst basiert auf realen Begebenheiten um den Serienmörder Werner Kniesek. Der Protagonist im Film, gespielt von Erwin Leder, wird nach einer zehnjährigen Haftstrafe wegen Totschlags für einen Hafturlaub aus der Justizanstalt Krems-Stein entlassen und ermordet kurz darauf brutal eine dreiköpfige Familie.
Der Film blieb damals weitgehend unbeachtet und war ein kommerzieller Misserfolg. Die Produktionskosten wurden vollständig von Gerald Kargl selbst getragen, Angst blieb daher bis heute Kargls einziger Spielfilm. Erst über die Jahre entwickelte sich Angst zu einem Geheimtipp, 2007 wurde der Film als Special Edition auf DVD wiederveröffentlicht. Besonderheiten des Filmes sind etwa die von Klaus Schulze produzierte Musik, die oft auffällig im Vordergrund liegt, und die surreal-experimentell gedrehten Bilder, die zur Musik geschnitten und bearbeitet wurden. Der Soundtrack Surrender erschien auf dem im INTEAM-Studio Oldau aufgenommenen und im März 1984 veröffentlichten Album Angst (ID 20.003).
In den zehn Jahren nach Angst produzierte Kargl noch über 100 Werbe- und Unterrichtsfilme. Er erhielt mehr als 30 nationale und internationale Auszeichnungen. In jüngerer Zeit kamen weiterhin Unterrichtsfilme mit größeren Teilen an Computer-Animation hinzu, etwa zur Relativitätstheorie oder zur Quantenphysik.

## Filmografie
- 1977: Ratatata
- 1980: Skiszenen mit Franz Klammer
- 1981: Das vertraute Objekt
- 1983: Angst